# Walter Melzer
Pour les articles homonymes, voir Melzer.
Walter Melzer (7 octobre 1894 à Leipzig - 23 juin 1961 à Brême) est un General der Infanterie allemand qui a servi au sein de la Heer dans la Wehrmacht pendant la Seconde Guerre mondiale.
Il a été récipiendaire de la croix de chevalier de la croix de fer avec feuilles de chêne. La croix de chevalier de la croix de fer avec son grade supérieur, les feuilles de chêne, sont attribuées pour récompenser un acte d'une extrême bravoure sur le champ de bataille ou un commandement militaire avec succès.

## Biographie
Pendant la Première Guerre mondiale, Melzer combat comme lieutenant de réserve dans le 106e régiment d'infanterie de l'armée saxonne.

## Décorations
- Croix de fer (1914)
  - 2e classe
  - 1re classe
- Croix d'honneur pour combattant 1914-1918
- Agrafe de la croix de fer (1939)
  - 2e classe
  - 1re classe
- Médaille du Front de l'Est
- Croix allemande en or (25 mars 1945)
- Croix de chevalier de la croix de fer avec feuilles de chêne
  - Croix de chevalier le 21 août 1941 en tant que Oberst et commandant du Infanterie-Regiment 151[1]
  - 558e feuilles de chêne le 23 août 1944 en tant que Generalleutnant et commandant de la 252. Infanterie-Division[2]